# William Keppel (2e comte d'Albemarle)
 (août 2023).
Si vous disposez d'ouvrages ou d'articles de référence ou si vous connaissez des sites web de qualité traitant du thème abordé ici, merci de compléter l'article en donnant les références utiles à sa vérifiabilité et en les liant à la section « Notes et références ».
William Anne van Keppel, 2e comte d'Albemarle (5 juin 1702 – 22 décembre 1754) est un diplomate britannique.

## Biographie
Il est né le 5 juin 1702 au palais de Whitehall, à Londres, fils du 1er comte d'Albemarle et est baptisé le 16 juin 1702 à St Martin-in-the-Fields avec la Reine Anne comme l'un de ses parrains et marraines.
Le 21 février 1722, il épouse Anne Lennox (24 juin 1703 – 20 octobre 1789), une fille de Charles Lennox (1er duc de Richmond) (et une petite-fille du roi Charles II par le biais d'un de ses enfants naturels), à Caversham, Oxfordshire (maintenant Berkshire), et ils ont six enfants :
- George Keppel (3e comte d'Albemarle) (1724-1772), qui est le 5x-grand-père de Camilla Shand, reine consort du Royaume-Uni en tant qu'épouse de roi Charles III, établissant ainsi William Keppel comme le plus proche lien entre les deux épouses de Charles III.
- Augustus Keppel, 1er vicomte Keppel (1725-1786)
- William Keppel (1727-1782)
- Frédéric Keppel (1728-1777)
- Caroline Keppel (1734–?), qui épouse Robert Adair
- Elizabeth Keppel (1739-1768), qui épouse Francis Russell, marquis de Tavistock et est 5x-grand-mère, de Diana, princesse de Galles, par le biais de la ligne maternelle et de Sarah Ferguson

William combat à la bataille de Dettingen en 1743, est colonel du 29e régiment d'infanterie 1731-1733 et Coldstream Guards de 1744 et 1754. Il participe aux combats de la bataille de Fontenoy en 1745 et de la bataille de Culloden en 1746.
De 1722-1751 il est un Lord de la Chambre de Georges Ier et Georges II, et Porte-coton en 1751-1754. En 1725, il est fait Chevalier de l'ordre du Bain (KO), mais démissionne cet honneur en 1750 pour devenir un chevalier de la Jarretière. Lors de sa création en 1739, il est l'un des fondateurs de la Foundling Hospital à Londres. Il est nommé Conseiller Privé en 1751.
Il est décédé subitement le 22 décembre 1754, âgé de 52 ans à Paris, et est enterré le 21 février 1755 à Grosvenor Chapel sur South Audley Street, à Londres. Il a été notoirement extravagant, et est mort sans le sou.